# Star Trek: Phase II
Pour les articles homonymes, voir Star Trek (homonymie).
Star Trek : la série animée Star Trek : La Nouvelle Génération
Star Trek : Phase II (Star Trek: Phase II) est un projet de série télévisée américaine créée par Gene Roddenberry. Il devait s'agir d'une suite de Star Trek. Planifiée pour l'année 1978 afin de devenir l'émission de lancement de la chaîne Paramount Television Service, la série devait être diffusée aux États-Unis le samedi à 8 heures du soir (heure de la côte Est). Ni la chaîne ni la série ne verront le jour. 
Ces nouvelles aventures de l'équipage de l'Enterprise étaient supposées reprendre les grandes lignes de la série des années 1960, avec toutefois l'absence du personnage de Spock puisque Leonard Nimoy avait refusé de participer à une résurrection de la franchise à la télévision et le possible remplacement du Capitaine Kirk par un nouveau personnage, le cachet de William Shatner étant trop élevé pour apparaître régulièrement dans la série. 
Finalement, le projet avorta trois semaines avant le début du tournage, non sans avoir produit scripts (dont de nombreux seront adaptés pour la série Star Trek : La Nouvelle Génération), story-boards, nouveaux décors et casting de nouveaux acteurs. À la place, la Paramount décida de mettre en chantier un long métrage afin que l'annulation ne soit pas trop coûteuse. La production fit appel au réalisateur Robert Wise (West Side Story, Le Jour où la Terre s'arrêta). Les personnages de Xon, Decker et Ilia inspirèrent les personnages de la série Star Trek : La Nouvelle Génération.

## Contexte
La série originelle de Star Trek fut annulée en 1969 après trois saisons sur NBC. Toutefois, les rediffusions par le biais du système de syndication rencontrèrent un succès d'audience et des conventions autour de Star Trek se mirent à apparaître. Détenteur des droits, Paramount Pictures envisagea de créer un film autour de la série. En 1972, le créateur de la série Gene Roddenberry fut approché par eux pour un projet de film Star Trek et une possible nouvelle série sur NBC.
En mai 1975, Roddenberry signe un contrat avec Paramount pour un film provisoirement nommé Star Trek: The God Thing avec un budget de 5 millions de dollars. En juillet 1976, Paramount place Jerry Isenberg responsable du projet en tant que producteur exécutif. Les scénaristes Chris Bryant et Allan Scott sont engagés pour écrire un script qu'il nomment provisoirement Star Trek : Planet of the Titans. Leur script, rendu le 1er mars 1977 est rejeté par la Paramount. Le duo quitte alors le projet de film dont la création est à l'issue d'un conflit entre Roddenberry et le réalisateur Philip Kaufman. Le projet est abandonné et, selon Kaufman, le film serait sorti le 25 mai, soit le même mois que le film Star Wars, épisode IV : Un nouvel espoir (prévu pour le 9 mai) et la Paramount estimait que les fans de science-fiction n'iraient pas voir deux films à si peu de temps d'intervalle.

## Production

### Conception
Le Paramount Television Service fut annoncé le 10 juin 1977 et 7 jours plus tard, Roddenberry annonce que Star Trek reviendra à la télévision. Il explique avoir eu une autorisation verbale de la Paramount pour que le programme fasse partie de la grille de la nouvelle chaîne. Il estime que la nouvelle série sera « je l'espère bien supérieure » à la première série et que le casting inclura « autant de vieux compagnons que possible, avec l'apparition de nouvelles têtes ». À cette époque Star Trek était diffusé à travers 137 stations de télé locale aux États-Unis grâce au système de syndication, et l'équipe avait espoir que le nouveau service de télévision de la Paramount permette à la série d'être diffusée par ces canaux indépendants. La Paramount avait récemment acquis Hughes Television Network et il était prévu que le futur projet devienne la quatrième chaîne nationale des USA. Diller et son assistant Michael Eisner avaient engagé Jeffrey Katzenberg afin de produire un téléfilm Star Trek dont le budget serait de 3,2 millions de dollars, ce qui en aurait fait, à l'époque, le téléfilm le plus cher de l'histoire de la télévision.
Roddenberry souhaitait que la série continuerait, à l'image de la première série, d'exploiter des thèmes d'actualité à travers la science-fiction et pensait à des épisodes traitant du nationalisme, des détournements d'avions et de la radicalisation des individus et des groupes. Il espérait aussi qu'on y voie pour la première fois la Terre au XXIIIe siècle, chose qu'il n'avait pu faire dans la première série. Il avait promis aussi de donner plus de place aux femmes, notamment d'en inclure dans des positions d'autorité.

### Équipe technique
L'équipe de la nouvelle série planifiait la sortie du téléfilm pour février 1978, avec des épisodes sortant toutes les semaines et une diffusion le samedi à 8 heures du soir (heure de la côte Est),. Gary Nardino, le chef de la future chaîne Paramount Television Service voulait faire de la nouvelle série Star Trek le fer de lance de sa nouvelle chaîne, étant donné que les investisseurs connaissaient la force de la série originale sur le marché de la syndication. Toutefois, Gene Roddenberry, encore échaudé par l'échec de la production du film, souhaita prendre quelques vacances afin de ne pas entacher négativement la production de la série. Il délégua la production du projet de futur téléfilm à R. W. Goodwin, qui bien que n'ayant jamais travaillé auparavant dans la série, acquis sa confiance. Le travail d'écriture du script fut confiée à Harold Livingston qui lui non plus n'avait jamais écrit pour Star Trek, mais avait travaillé sur Mission impossible une série produite à la même époque par la même société de production que la série originale, Desilu Productions.
Roddenberry donna le contrôle créatif du nouveau projet de série à la Paramount qui lui avait promis de faire un projet de "série de première classe" avec un budget approprié. Matt Jefferies, qui avait fait le design de l'USS Enterprise, fut rappelé pour les effets spéciaux. Encore engagé sur la série La Petite Maison dans la prairie, Jefferies proposera toutefois un design de la nouvelle version de l'Enterprise à partir d'un design qu'il aura effectué dans un hôtel de Tucson durant un tournage, alors qu'il ne pouvait pas assister aux réunions avec Roddenberry et le reste des producteurs à Los Angeles. Il leur proposera Joseph R. Jennings, qui avait travaillé avec lui sur les saisons 2 et 3 de la série originelle, afin de le remplacer. Le léger design de l'Enterprise se justifiait derrière l'idée que si la technologie changeait avec le temps, la forme restait la même. Deux modèles du vaisseau furent alors construites sur ce modèle en plastique à renfort de verre.
D'autre membre de l'équipe technique de la série originale furent recrutés comme le créateur des costumes William Ware Theiss qui plancha sur un nouvel uniforme pour Starfleet, relativement proche de ce qu'il avait fait pour Star Trek. De nouveaux phasers furent refaits à partir du design de la précédente série, mais construits en aluminium au lieu de la résine de verre utilisé par les accessoires précédents. Celle-ci contenaient des batteries détachables permettant de produire de la lumière. De nouveaux scénaristes furent recrutés, et Livingstone produisit le premier script de la série nommé "In Thy Image". Alan Dean Foster, qui avait auparavant écrit des novelisations des épisodes de la série animée de Star Trek fut engagé pour écrire le script de "Robot's Return" qui s'appuie sur le téléfilm de Genesis II écrit à l'époque par Gene Roddenberry.
Les décors de la série furent commencer à être construit en Août 1978, notamment tout un décor de planète sur le plateau 8 de la Paramount et le pont de l' Enterprise sur le plateau 9. Le décor utilisait une sorte de peau en fibre de verre sur les murs et les consoles. Le 16 août, Livingstone annonça que plus d'une trentaine de scénaristes s'avouèrent intéressés à l'idée de produire des scripts pour Phase II notamment Theodore Sturgeon, David Gerrold et Norman Spinrad qui avait écrit des épisodes de Star Trek. L'acteur Walter Koenig, qui jouait le personnage de Pavel Chekov dans la série originelle, avoua qu'il aimerait aussi écrire un épisode. De manière à pouvoir développer la série de manière efficace, Roddenberry demanda à ce que les scripts des tout premiers épisodes soient écrits avant même que le pilote ne soit tourné. Il était assez confiant, vu que la première série pouvait leur servir de guide afin de comprendre la personnalité des membres de l'équipage de l'Enterprise. Livingstone émis quelques doutes, notamment sur le fait que de nouveaux personnages allait entrer dans la série, mais l'idée de Rodenberry était de se concentrer sur l'ancien équipage afin de fidéliser les fans, et réintroduire peu à peu les nombreux membres.
En septembre, l'assistant de Roddenberry, Jon Povill fut nommé script-editor (superviseur des scripts) de la série par Livingstone. Celui-ci avait aussi écrit un script nommé "The Child." Roddenberry n'était pas d'accord pour que Povill obtienne ce poste, ce qui engendra des tensions entre les deux hommes.

### Attribution des rôles
Dès le mois d'août 1977 des pourparlers s'engagèrent afin que les acteurs principaux de Star Trek reviennent au moins pour jouer des personnages réguliers. Alors qu'aucun d'eux n'avaient encore signé de contrat, Roddenberry expliqua qu'il faudrait sûrement faire avec l'absence de Leonard Nimoy (Spock) car celui-ci ne voulait plus faire de télévision. Néanmoins une offre pour jouer dans le pilote de Phase II ainsi que dans deux des treize épisodes suivants lui fut faite, avant d'être rejetée. Nimoy et Roddenberry n'étaient plus en bons termes. Quelques années plus tôt, l'acteur avait porté plainte envers la Paramount pour une utilisation abusive de son image sur les produits dérivés et Roddenberry ne l'avait pas soutenu. Le retour de William Shatner (Capitaine Kirk) posait aussi problème : le cachet qu'il demandait pour le pilote et les treize premiers épisodes était bien trop élevé et Paramount souhaitait un moyen de pouvoir le remplacer après coup. Shatner savait très bien que cela demandait soit que son rôle soit peu à peu diminué, soit que son personnage soit tué au cours de la série. Des négociations eurent lieu le 10 juin 1978 et son retour fut annoncé le 12 septembre. 
Afin de pallier leur absence, la première version de la bible de la série, écrite par Goodwin, ajoutait la description d'un nouveau chef d'équipage et d'un jeune Vulcain. Ce dernier devait être à l'origine le cousin de Spock et comme lui, être mi-humain, mi-vulcain. Celui-ci fut transformé afin de devenir Xon, un simple vulcain. Le personnage de Willard Decker, un nouveau capitaine remplaçant le Capitaine Kirk, fut lui aussi esquissé. Un personnage de femme d'équipage devait être ajouté à l'origine, mais Roddenberry souhaita la supprimer car "ajouter un personnage de servante sans consistance serait perturber nos volontés d'équilibre homme/femme" . Ce personnage fut remplacé par celui d'Ilia, un personnage de femme télépathe s'ajoutant à l'équipage. 
Chaque acteur de la série originale signa un contrat stipulant qu'il serait payé pour le pilote ou les treize épisodes suivants, que la série soit produite ou non. Ce cachet était beaucoup plus élevé que celui d'origine : ainsi Nichelle Nichols passa de 600 dollars par épisode à 8 000 dollars, tandis que DeForest Kelley fut payé près de 17 500 dollars pour les quatre premiers épisodes. L'actrice Grace Lee Whitney fut elle aussi engagée pour revenir sous le personnage de Janice Rand. Alors que l'actrice avait été virée de la série originale après les premiers épisodes, la question de savoir ce qu'elle était devenue revenait souvent auprès des fans. Cela poussa Roddenberry à l'inviter et à lui proposer de revenir sur Phase II, estimant que son renvoi était une erreur des cadres de NBC.
Le casting pour les nouveaux personnages eut lieu en septembre 1978 sous la supervision de Robert Collins, alors engagé pour tourner le pilote. L'acteur David Gautreaux fut engagé pour jouer Xon le 26 septembre 1978 après une audition de huit acteurs dont l'apparence semblait "étrangement alien". Celui-ci fut engagé dans un premier temps, avant que l'actrice Majel Barrett ne s'y oppose, estimant que le personnage de Christine Chapel aurait du mal à renouveler avec lui la tension romantique qu'elle avait envers Spock. Toutefois, les autres acteurs n'ayant pas été jugé assez bon, Gautreaux fut gardé après plusieurs essais. L'annonce de son audition pour remplacer Spock fut à l'origine de lettres de fans en colère et souhaitant sa mort par poison ou par LSD. Il se prépara au rôle en regardant de nombreux épisodes de Star Trek à la télévision et en engageant comme coach l'acteur Jeff Corey qui avait déjà joué dans la série. Toutefois, peu de temps après la confirmation qu'il jouerait le rôle, il apprit l'annulation du projet.
Le 28 octobre 1978, l'actrice Persis Khambatta fut engagée pour jouer le personnage d'Ilia. Celle-ci étant d'origine extra-terrestre, les seules photos de son personnage la montre portant une prothèse afin de rendre sa tête chauve, une idée de Michael Eisner afin de lui donner un caractère étrange. Les auditions pour les autres personnages furent annulées au profit d'un futur film et celles pour le personnage de Willard Decker n'eurent jamais lieu, les scénaristes ne sachant même pas si le personnage serait utile.

### Annulation
Lors du développement, Alan Dean Foster proposa les prémices d'une histoire nommée "In Thy Image" dans laquelle on voyait la Terre pour la première fois de la série Star Trek. Le 3 août, Goodwin propose, lors d'une réunion avec Eisner que cet épisode serve de pilote à Phase II. Eisner fait remarquer que cette histoire pourrait faire un bon film. Au même moment, Paramount réalise qu'elle n'arrivera sûrement jamais à rentabiliser le projet "Paramount Television Service" et commence à faire machine arrière. À cette époque, le projet "Phase II" avait déjà coûté 500 000 dollars, et le studio cherchait un moyen de récupérer l'argent dépensé. L'une des premières idée fut de réaliser tout de même le téléfilm et de vendre le projet de série à NBC, CBS, ou ABC. Toutefois cela signifiait perdre le contrôle de la franchise.
Toutefois, les précédentes annonces de projets de film Star Trek n'ayant jamais débouché sur rien de concret, Paramount souhaita prendre du temps avant de savoir s'il fallait que le projet "Phase II" devienne réellement un film. Au mois de novembre 1978 la tension entre Livingston et Roddenberry était à son comble, chacun ayant réécrit sa version de "In Thy Image" de son côté. La Paramount trouvait que celle de Roddenberry collait bien au projet de série télé tandis que celle de Livingston ressemblait bien plus à un film. Il fut demandé à Collins de prendre des éléments de la version de Roddenberry pour l'inclure dans celle de Livingston avant la fin du mois.
Les rumeurs de l'annulation de la chaîne et de "Phase II" arrivèrent dans la presse au début du mois de décembre, ce que la Paramount démentit. En coulisse on se prépara à faire passer le projet Star Trek d'une série vers un film. Hélas, on s'aperçut aussi que les maquettes devraient être refaites à zéro, afin de paraître plus détaillées pour un film sur grand écran. La Paramount souhaitant un réalisateur ayant un peu d'expérience dans le cinéma et non la télévision, Robert Wise fut engagé à la place de Collins. En janvier 1979, la Paramount annonça que Star Trek reviendrait sous forme de film.

## Scénarios
| In Thy Image | Alan Dean Foster                |
| Un énorme vaisseau traverse l'univers afin de retrouver son créateur sur Terre. Réécriture d'un scénario de Genesis 2 originellement nommé "Robot's Return", ce pilote de deux heures s'est transformé en Star Trek, le film. |                                 |
| Tomorrow and the Stars | Larry Alexander                 |
| Durant une attaque de Klingons, Kirk et son équipage se retrouvent téléportés à la base de Pearl Harbor peu de temps avant l'attaque du Japon. Le scénario s'inspire fortement de l'épisode Contretemps et se rapproche du scénario du film de 1980 Nimitz, retour vers l'enfer.                                                 |                                 |
| Cassandra | Theodore Sturgeon               |
| L'équipage de l'Enterprise doit arbitrer un conflit entre deux planètes, tandis qu'un enseigne du vaisseau doit prendre soin d'une jeune extra-terrestre qui a le pouvoir de voir l'avenir. L'épisode s'inspire du mythe de Cassandre.                                                                                           |                                 |
| The Child | Jaron Summers et Jon Povill     |
| Un être de lumière se retrouve dans le corps d'Ilia car il souhaite connaître la vie en tant que Deltan. Pendant ce temps la coque de l'Enterprise est en train de se dissoudre alors que le vaisseau se rapproche d'une étrange nébuleuse. L'épisode fut recyclé en un script pour la série Star Trek : La Nouvelle Génération. |                                 |
| Kitumba | John Meredyth Lucas             |
| L'Enterprise est envoyé sur la planète d'origine des Klingons afin d'aider Ksia, le tuteur du leader des Klingons, ceci dans le but d'empêcher une guerre contre la Fédération. L'épisode était prévu pour être en deux parties.                                                                                                 |                                 |
| Practice in Waking | Richard Bach                    |
| L'équipage de l'Enterprise tente d'explorer un vaisseau fantôme à l'intérieur duquel ils se retrouvent emprisonnés dans une simulation les faisant revivre la période de la chasse aux sorcières du XVIe siècle. |                                 |
| Deadlock | David Ambrose                   |
| Alors qu'ils recherchent un vaisseau disparu, l'Enterprise est rappelé à la base pour se retrouver dans un étrange jeu de guerre. |                                 |
| Savage Syndrome | Margaret Armen et Alfred Harris |
| Après avoir enquêté à l'intérieur d'un vaisseau inconnu, les membres de l'Enterprise sont aveuglés par un flash lumineux qui leur lave le cerveau et les ramène à l'état de sauvages. |                                 |
| Are Unheard Melodies Sweet? | Worley Thorne                   |
| À la recherche d'un vaisseau disparu, l'Enterprise se retrouve dans un monde peuplé de femmes. |                                 |
| Devil's Due | William Douglas Lansford        |
| L'Enterprise tente d'établir un premier contact avec la planète Neuterra, lorsqu'une créature mythique, Komether, apparaît pour dire que celle-ci lui appartient. L'épisode fut recyclé en un script pour la série Star Trek : La Nouvelle Génération.                                                                           |                                 |
| Lord Bobby's Obsession | Shimon Wincelberg               |
| L'Enterprise s'approche d'un vaisseau Klingon à l'intérieur duquel ils ne trouvent qu'une seule forme de vie, celle de Lord Bobby, un Terrien du XIXe siècle. |                                 |
| To Attain the All | Norman Spinrad                  |
| L'Enterprise se retrouve à l'intérieur d'un jeu à l'échelle d'un système solaire dans laquelle le vainqueur a le droit d'atteindre une source de savoir immense. |                                 |
| The War to End All Wars | Arthur Bernard Lewis            |
| L'équipage de l'Enterprise sauve une femme androïde, Yra, dont la philosophie de "paix à travers la guerre" a été corrompue par un tyran nommé Plateous III. Il s'agit d'une réécriture partielle d'un récit de Richard Bach "A War to End Wars".                                                                                |                                 |

## Héritage
La production partant sur un film, Léonard Nimoy accepta d'en faire partie. David Gautreaux demanda à ce que le personnage de Xon soit supprimé afin de ne pas se retrouver dans un rôle secondaire redondant. Il accepta de jouer le rôle du Commandant Branch, ce qui restera sa seule apparence dans toute la franchise. L'idée de faire du personnage de Xon un futur personnage d'un téléfilm ou d'une série fut gardée en réserve avant d'être supprimée des projets postérieurs. Toutefois un personnage de scientifique Vulcain fut proposé pour le film Star Trek 2 : La Colère de Khan mais son sexe fut changé au dernier moment afin d'en faire le personnage de Saavik, jouée par Kirstie Alley puis par Robin Curtis.
Une partie des décors du projet Phase II située dans le plateau 9 de la Paramount furent réutilisés tels quels pour le film. Ces décors furent utilisés pour la série de films et redécorés pour les séries Star Trek : La Nouvelle Génération et Star Trek: Voyager. Il faut attendre la série Star Trek: Enterprise pour que de nouveaux décors soient à nouveau construits.
Quelques minutes de plans préparatoires, incluant une vue de la nouvelle salle des machines, des tests des costumes, un plan de Gautreaux dans le rôle de Xon et de Kambhatta en Ilia peuvent être trouvés en bonus sur l'édition DVD de Star Trek, le film. La présence d'une nouvelle mission de 5 ans pour l'Enterprise, qui devait initialement être vue dans la série Phase II, fut incluse dans la chronologie officielle de la série.
Le principe d'une suite de la série originelle des années 1960 fut repris en 2003 dans le cadre des fanfilms, et donna la série Star Trek : New Voyages (en), qui s'appelait initialement Star Trek Phase II. On y trouve certains costumes créés à l'origine pour Phase II et rachetés par son créateur, James Cawley. 

### Star Trek: La Nouvelle Generation
Démarrée sept ans après le projet Phase II, Star Trek : La Nouvelle Génération en reprend de nombreux éléments. Ainsi, les personnages de Xon, Decker et Ilia ont fortement influencé la création de Data, William Riker et Deanna Troi. Toutefois, les films étant passés par là, plusieurs de leurs caractéristiques ont dû être changées. 
À cause de la grève des scénaristes de 1988, le travail sur la seconde saison fut retardé et les producteurs s'appuyèrent sur des scripts de Phase II afin de gagner du temps. C'est ainsi que les épisodes The Child et Devil's Due furent réadaptés. Certains éléments de la culture Klingonne, notamment le fait d'avoir un empereur, et les valeurs d'honneurs viennent du script de "Kitumba" et ont été distillés dans Star Trek : La Nouvelle Génération. Son scénariste, John Meredyth Lucas dit s'être inspiré du Japon féodal.